# Lebbin (Halbinsel)
Die Lebbin ist eine zur deutschen Ostseeinsel Rügen gehörende Halbinsel. Sie ist Teil des Muttlandes, mit dem sie im Südosten über eine gut zwei Kilometer breite Landenge verbunden ist. Die Lebbin ist über acht Kilometer lang und bis zu drei Kilometer breit. Auf der Halbinsel liegen die Ortschaften Neuenkirchen, Breetz, Grubnow, Laase, Lebbin, Moor, Moritzhagen, Neuendorf, Reetz, Vieregge und Zessin, die alle zur Gemeinde Neuenkirchen gehören.
Im Norden, Westen und Osten grenzt die Lebbin an den Großen Jasmunder Bodden, dies sind im Einzelnen die Neuendorfer Wiek und der Breetzer Bodden im Westen, der Breeger Bodden im Norden und der Lebbiner Bodden im Osten. Die flache Nord- und Südteile der Halbinsel werden durch die Moritzhagener Berge topographisch getrennt. Höchste Erhebung dieses Endmöränenzuges ist der Hoch Hilgor (43,8 m ü. NN) mit dem Grümbke-Turm bei Grubnow.
Der Name der Halbinsel leitet sich wahrscheinlich vom altslawischen Wort lêpŭ für schön ab.

## Naturschutz
Der Osten der Halbinsel liegt im Naturschutzgebiet Tetzitzer See mit Halbinsel Liddow und Banzelvitzer Berge und der Südwesten der Halbinsel im Naturschutzgebiet Neuendorfer Wiek mit Insel Beuchel.

## Nachweise
1. ↑  Paul Kühnel: Die slavischen Ortsnamen in Meklenburg. In: Jahrbücher des Vereins für Mecklenburgische Geschichte und Altertumskunde. Bd. 46, 1881, ISSN 0259-7772, S. 3–168, hier S. 83, online.

Koordinaten: 54° 33′ N, 13° 19′ O